# A Ordem Secreta de São Cipriano
A Ordem Secreta de São Cipriano, de Leonardo D'Ávila, é um livro que retrata a trajetória de São Cipriano, que ficou conhecido por transitar entre a fé e a magia, o que rendeu a ele o apelido de “santo mago”. A obra passa por momentos relevantes da sua jornada, desde o nascimento até a vida adulta, quando atuou como místico e, depois, como bispo.  
Com uma abordagem inovadora, o livro apresenta detalhes pouco conhecidos sobre a vida do santo, além de trazer reflexões contemporâneas sobre esse homem que é um símbolo de transformação espiritual.
Nesse sentido, a obra não fica restrita a dogmas religiosos e perspectivas cristãs. Ao contrário, ela é um convite para todos, independentemente da religião, que desejam entender a própria espiritualidade e como ela pode ser uma ferramenta de autoconhecimento e crescimento pessoal. 

## A trajetória de São Cipriano
Nasceu em Antioquia, território que hoje corresponde à Turquia, no século III, ao que tudo indica. No início de sua jornada, era adepto da alquimia e de artes mágicas. Após ter contato com Santa Justina, abandonou os atos místicos, converteu-se ao cristianismo e tornou-se bispo. 
Sua morte ocorreu em 304 d.C., durante a perseguição de Diocleciano, conhecida como uma das mais sangrentas perseguições a cristãos do Império Romano.